# Let's Yoga
Let's Yoga è un videogioco fitness sviluppato da Vanpool e pubblicato da Konami per il Nintendo DS. È uscito in Giappone il 5 luglio 2007, in Europa il 16 novembre 2007 e in Nord America il 29 aprile 2008.
Il videogioco è stato distribuito in concomitanza con Let's Pilates, anch'esso sviluppato da Vanpool.